# That Day
«That Day» fue el primer sencillo extraído del álbum White Lilies Island de la cantante australiana Natalie Imbruglia, lanzado a finales de 2001.
El sencillo marcó el regreso de la cantante, después de dos años alejada de los medios de comunicación, y precedido del lanzamiento del álbum en el Reino Unido.

## Lista de canciones
1. «That Day» – 3:35
2. «Shikaiya (For Billy)» – 3:41
3. «Just Another Day» – 4:22
4. «That Day» (CD-ROM video)

## Posicionamiento en listas
| Listas (2001)                               | Posición |
| ------------------------------------------- | -------- |
| Australia (ARIA)                            | 10       |
| Bélgica (Flandes) (Ultratip Bubbling Under) | 12       |
| Bélgica (Valonia) (Ultratip Bubbling Under) | 11       |
| Eurochart Hot 100 Singles                   | 37       |
| Irlanda (IRMA)                              | 47       |
| Italia (FIMI)                               | 14       |
| Países Bajos (Mega Single Top 100)          | 87       |
| Suecia (Sverigetopplistan)                  | 34       |
| Suiza (Schweizer Hitparade)                 | 75       |
| Reino Unido (UK Singles Chart)              | 11       |

## Historial de lanzamientos
| País        | Fecha                 | Discográfica | Formato        |
| ----------- | --------------------- | ------------ | -------------- |
| Japón       | 3 de octubre de 2001  | BMG Japan    | Sencillo en CD |
| Alemania    | 21 de octubre de 2001 | RCA          | Sencillo en CD |
| Reino Unido | 29 de octubre de 2001 | RCA          | Sencillo en CD |